# Liste des canonnières françaises
Cette liste présente les canonnières « modernes » ayant été en service dans la Marine française.
La date entre parenthèses est la date de lancement.

## Canonnières
- Classe Kenney 4 unités
  - Kenney (1863) - Rayée en 1868
  - Bourdais (1863) - Rayée en 1868

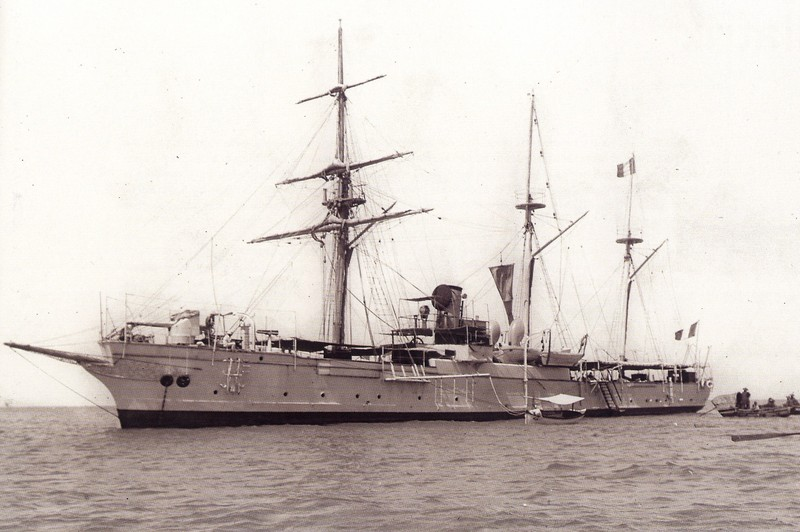
Canonnière, classe « Surprise ».

  - Le Brethon (1863) - Rayée en 1869
  - Tardif (1863) - Rayée en 1868

- Classe Crocodile 8 unités
  - Crocodile (1874) - Rayée en 1899
  - Monette (1884) - Rayée en 1888
  - Lutin (1877) - Transférée au Cambodge en 1897
  - Lynx (1878) - Rayée en 1899
  - Aspic (1880) - Rayée en 1906
  - Capricorne (1882) - Rayée en 1907
  - Sagittaire (1881) - Rayée en 1896
  - Vipère (1881) - Rayée en 1905

- Classe Comète 5 unités
  - Comète (1882) - Rayée en 1909
  - Gabès (1884) - Rayée en 1902
  - Lion (1884) - Rayée en 1904
  - Météore (1885) - Rayée en 1900
  - Scorpion (1884) -Rayée en 1904

- Gabriel Charmes

- Classe Surprise 3 unités
  - Surprise (1895) - Coulée en 1916
  - Décidée (1898) - Désarmée en 1922
  - La Zélée (1899) - Sabordée en 1914

- Classe Achelaos 4 canonnières grecques saisies en 1916
  - Acheloos (1884) - Rendue à la Grèce en 1918
  - Alpheos (1884) - Rendue à la Grèce en 1918
  - Eurotas (1884) - Rendue à la Grèce en 1918
  - Peneios (1884) - Rendue à la Grèce en 1918

## Canonnières anti-sous-marines
- Classe Ardent (reclassées « avisos de 2e classe » en 1939)
  - Agile (1916) - rayée des listes en 1933
  - Alerte (1916) - rayée des listes en 1936
  - Ardent (1916) - rayée des listes en 1936
  - Audacieuse (1917) - démolie en 1940
  - Batailleuse (1917) - coulée comme cible en 1938
  - Belliqueuse (1917) - rayée des listes en 1928
  - Boudeuse (1916) - vendue à la Roumanie en 1920
  - Capricieuse (1916) - rayée des listes en 1934
  - Courageuse (1916) - rayée des listes en 1920
  - Curieuse (1916) - rayée des listes en 1926
  - Dédaigneuse (1917) - sabordée en 1942
  - Emporté (1916) - rayée des listes en 1928
  - Espiègle (1916) - rayée des listes en 1920
  - Étourdi (1916) - sabordée en 1940
  - Éveillé (1917) - rayée des listes en 1928
  - Gracieuse (1916) - rayée des listes en 1938
  - Impétueuse (1917) - rayée des listes en 1938
  - Inconstant (1916) - rayée des listes en 1933
  - Malicieuse (1916) - rayée des listes en 1939
  - Moqueuse (1916) - échouée en 1923
  - La Railleuse - rayée des listes en 1920
  - Sans Souci  (1916) - rayée des listes en 1936
  - Tapageuse (1916) - passe aux FNFL en 1942, démolie en 1944

- Classe Friponne (reclassées avisos ultérieurement)
  - Bouffonne (1917) - rayée des listes en 1925
  - NMS Locotenent Lepri Remus ex-Chiffonne (1917) - vendue à la Roumanie en 1920
  - Diligente (1917) - capturée par la Royal Navy en 1940
  - Engageante (1917) - FNFL 1942, rayée des listes en 1944
  - NMS Căpitan Dumitrescu Constantin ex-Impatiente (1917) - vendue à la Roumanie en 1920
  - NMS Locotenent-Comandor Stihi Eugen ex-Friponne (1917) - vendue à la Roumanie en 1920
  - NMS Sublocotenent Ghiculescu Ion ex-Mignonne (1917) - vendue à la Roumanie en 1920
  - Surveillante (1917) - rayée des listes en 1938

## Canonnières fluviales

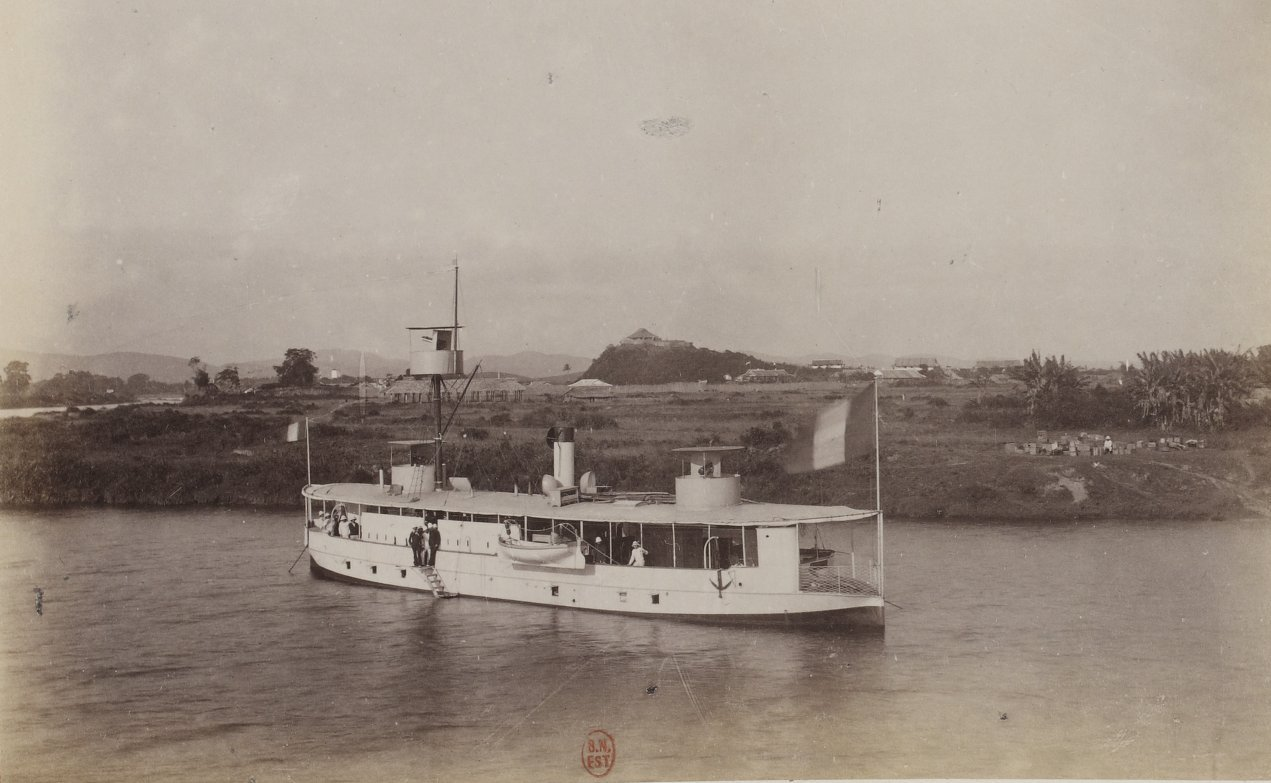
La canonnière La Mutine (1890, Indochine).

- Javelot (1866) - Désarmée en 1900
- Classe Berthe-de-Villiers 5 unités
  - Berthe-de-Villiers (1884) - Rayée des listes dans les années 1900
  - Garnier (1884) - Rayée des listes dans les années 1890
  - Henri-Rivière 1884) - Rayée des listes dans les années 1890
  - Jacquin (1884) - Rayée des listes dans les années 1900
  - Moulun (1884) - Rayée des listes dans les années 1890
- Classe Estoc 3 unités
  - Estoc (1884) - Rayée des listes dans les années 1900
  - Mutine (1884) - Rayée des listes dans les années 1890
  - Rafale (1884) - Rayée des listes dans les années 1890
- Classe Niger 2 unités
  - Niger (1884) - Rayée des listes dans les années 1900
  - Mage (1888) - Rayée des listes dans les années 1900
- Classe Doucet 5 unités
  - Bobillot (1885) - Rayée des listes dans les années 1890
  - Cuvellier (1885) - Rayée des listes dans les années 1890
  - Doucet (1885) - Rayée des listes dans les années 1900
  - Raynaud (1885) - Rayée des listes dans les années 1890
  - Rollandes (1885) - Rayée des listes dans les années 1900
- Classe Opale
  - Opale (1892) - Rayée des listes dans les années 1900
  - Onyx (1893) - Rayée des listes dans les années 1900

- Classe A 8 unités

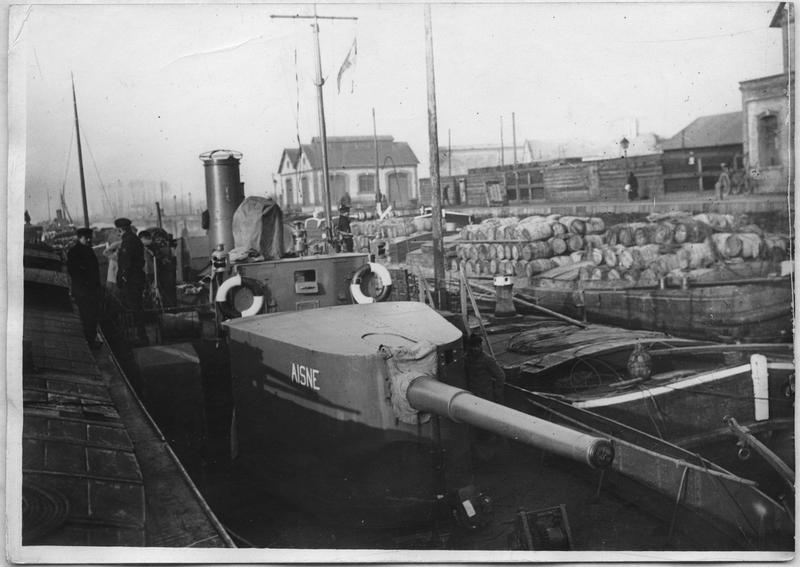
L' Aisne en 1919 à Tancarville.

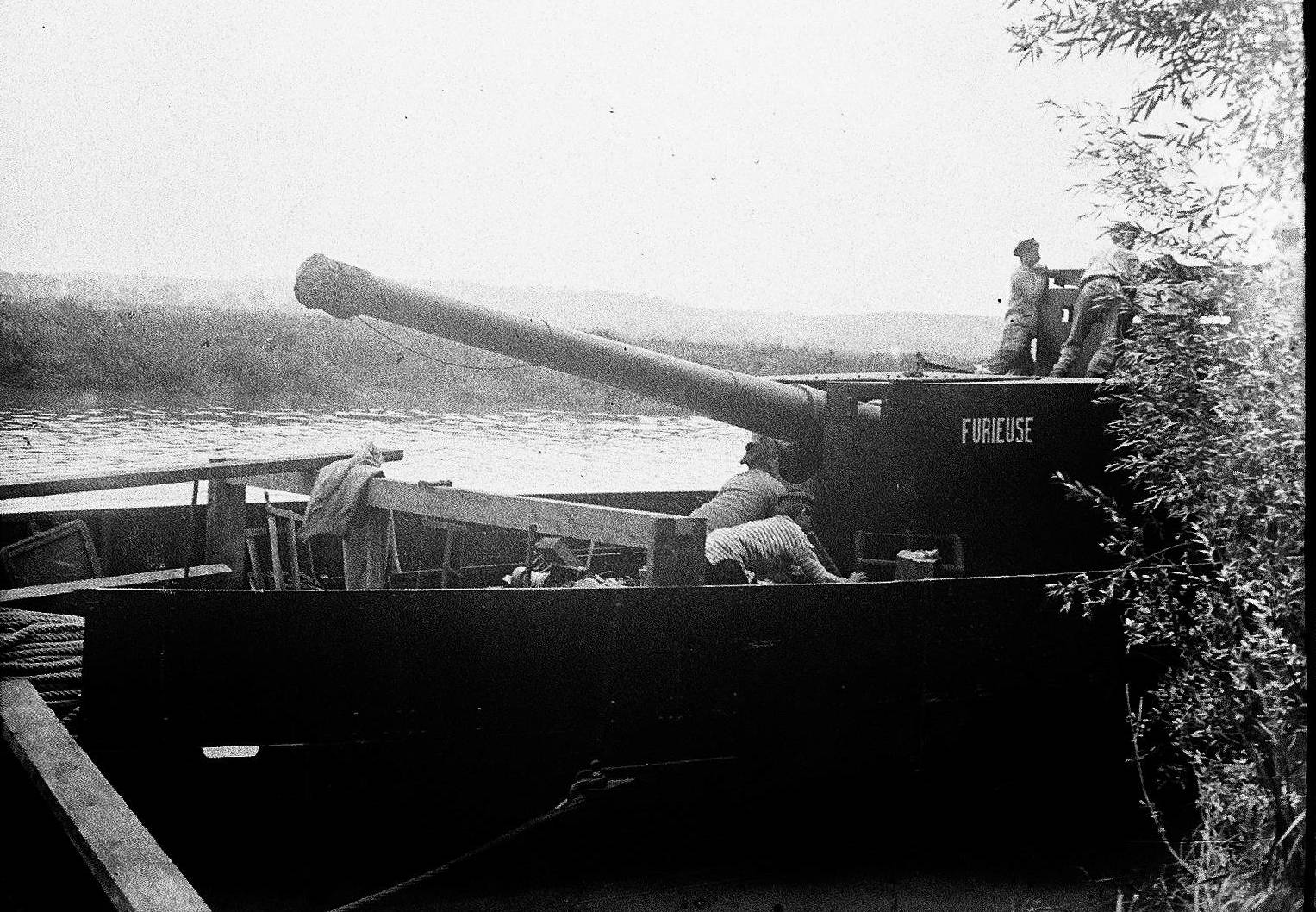
La Furieuse (F) en 1917.

  - A (Ardente, 1915) - Rayée en 1918
  - B (Brutale, 1915) - Rayée en 1918
  - C (Cruelle, 1915) - Renommée Aisne en 1918 et rayée en 1930
  - D (Décidée, 1915) - Rayée en 1918
  - F (Furieuse, 1915) - Rayée en 1918
  - G (Guerrière, 1915) - Renommée Marne en 1918 et rayée en 1930
  - H (1915) - Renommée Oise en 1918 et rayée en 1930
  - I (1915) - Renommée Somme en 1918 et rayée en 1930
- Classe K 4 unités
  - K (1915) - Rayée des listes en 1918
  - L (1915) - Rayée des listes en 1918
  - M (1915) - Rayée des listes en 1918
  - O (1915) - Rayée des listes en 1918
- Classe Mytho
  - Mytho (1933) - Coulé en 1945
  - Tourane (1936) - Sabordé en 1945

## Canonnières de Chine (1900-1945)
À la suite de l'installation des Européens en Chine, au cours du XIXe siècle, l'utilité de disposer de navires armés capables de naviguer sur le Fleuve Jaune et sur le Fleuve Bleu fut reconnue. Les Français vont en mettre en œuvre, à partir de navires achetés sur place, construits en Grande-Bretagne ou en France.
- Olry (1901-1909)[2]
- Takiang (1901-1909)[3]
- Pei-Ho (1906-1922)[4],[note 1]
- Classe Vigilante 2 unités[note 2]
  - Argus (1900-1919)[5]
  - Vigilante (1900-1919)[6]

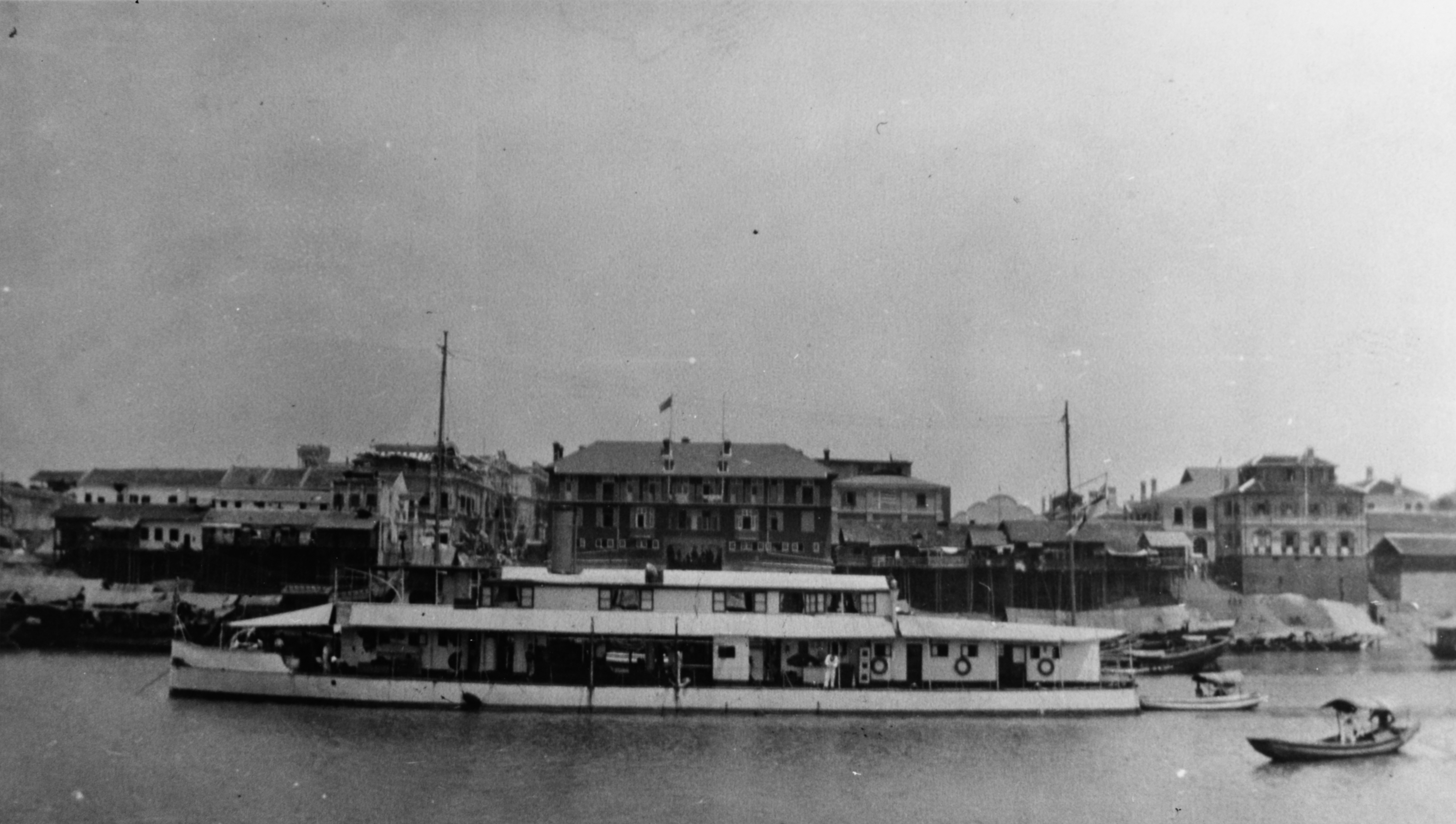
HMS Woodcock, modèle pour les canonnières « Argus » et « Vigilante » (1900).

- Doudart de Lagrée (1909-1941)[7]
- Balny (1914-1944)[8]
- La Grandière (1922-1937)[9]
- Argus (1924-1941)[10]
- Vigilante (1931-1945)[11]
- Francis Garnier (1929-1945)[12]